# Atahualpa
Atahualpa ou Atahuallpa (quéchua Ataw Wallpa, 30 de março de 1502 – Cajamarca, 26 de julho de 1533) foi o décimo terceiro e último Sapa Inca (imperador inca) de Tahuantinsuyu, como era chamado o Império Inca. Foi o governante de Quito por cinco anos antes de conquistar o Império Inca de seu irmão Huáscar. Depois de derrotar seu irmão, Atahualpa tornou-se muito brevemente o último Sapa Inca (imperador soberano) do Império Inca (Tahuantinsuyu) antes da conquista espanhola. Atahualpa herdou o Reino de Quito de seu pai, o Sapa Inca Huayna Capac em 1525. Antes que Huayna morresse, fez um testamento verbal onde dizia que pretendia dividir seu império em duas partes. Atahualpa se tornaria rei na seção norte do Império Inca e seu meio-irmão mais Huáscar, receberia a seção do sul como Sapa Inca. Huayna morreu de uma doença infeciosa (possivelmente varíola). Atahualpa governou Quito pacificamente por 5 anos, até que seu irmão Huáscar tentou conquistar o Reino de Quito anexando a região dos Cañaris.

## A questão das panacas
Existe toda uma polêmica sobre a matrilinearidade de Atahualpa. Pedro Cieza de León afirma que Atahualpa nascera em Cusco e era mais velho que Huáscar. Cieza afirma que a mãe, Tupa Palla, era de uma linhagem Hurin Cusco (Quillaco) e negava que fosse uma princesa de Quito. Já Diego Esquivel y Navia, quando fala do final do governo de Huyna Capac, menciona a origem nortenha da mãe de Atahualpa, mas mais adiante, ao mencionar os descendentes de Huayna Capac, nomeia Thupa Atahuallpa e sua mãe Tocto Ocllo Cuca Coya, que pertencia ao Hatun Ayllu (a linhagem de Pachacuti).
O principal divulgador da origem nortenha de Atahualpa foi Garcilaso de La Vega, que pertencia pelo lado materno a linhagem de Tupac Yupanc e, por conseguinte fazia parte da panaca Capac Ayllu a mesma da mãe de Huascar (Rauha Ocllo), motivo pelo qual Garcilaso era partidário de Huáscar.
A inexatidão do relato de Garcilaso aparece em várias partes. Sua crônica trata de diminuir a imagem de Pachacuti por ser uma figura proeminente do Hatun Ayllu. Coloca um Inca Yupanqui entre Pachacuti e Tupac Yupanqui, para dissimular o príncipe Amaru que durante um tempo foi co-regente de Pachacuti e logo foi deposto em favor de Tupac Yupanqui, circunstâncias que incomodavam Garcilaso porque a historiografia europeia não admitia situações similares. Por último, segundo os costumes tradicionais do velho mundo, não podia explicar a situação existente entre os filhos de Huayna Capac e a importância da filiação materna, incompreensível para o século XVII imbuído de primogenituras, bastardas e direito paterno.
Por esse motivo Garcilaso optou, seguido por outros cronistas, pela versão de uma divisão do Tahuantinsuyu atribuída a Huayna Capac no sentido de deixar o Curacado de Quito para Atahualpa e o resto dos estados a Huáscar. Esse fracionamento assemelhava-se ao que havia nos reinos europeus durante a era medieval entre os filhos de um rei.

## A disputa pela Mascapaycha
Os cronistas achavam que no período pré-hispânico a mascapaycha era herdada pelo filho legítimo mais velho de um soberano. Sem dúvida, ao estudar as crônicas e verificar os acontecimentos que se sucediam após a morte de cada Inca, descobrimos que os hábitos sucessórios eram completamente diferentes. Os próprios cronistas desmentem suas afirmações quando tratam de casos concretos.
Um grupo de nobres foi até a huaca de Urcos Calla para se encontrar com a coya Rauha Ocllo, entre eles estava Chuquis Guaman, que convenceu alguns nobres a dar um golpe, matar Huascar e colocar em seu lugar seu meio-irmão Cusi Atauchi. Temendo um fracasso Chuquis Guaman foi a Cusco e revelou a Tito Atauchi o plano para matar Huascar e sua mãe. Tito Atauchi, fiel a Huascar, prendeu Chuquis Guaman, Cusi Atauchie e os demais conspiradores e ordenou sua execução.
Estes acontecimentos e os castigos impostos aos encarregados de trazer o corpo de Huayna Capac fez com que vários membros da comitiva fúnebre ficassem apreensivos e retornassem a Quito. Estes atos aumentaram o descontentamento das panacas contra Huascar, sobretudo entre os membros dos Hanan Cusco, parentes dos nobres executados.
Enquanto se desencadeavam estes acontecimentos em Cusco, e depois da partida do séquito de Huayna Capac, Atahualpa voltou a Tumipampa e ordenou a edificação de novos palácios para uma possível visita de Huáscar, atitude que desgostou ao curaca de Tumipampa chamado Ullco Colla. Este cacique enviou mensageiros secretos para Huáscar queixando-se de Atahualpa e insinuando que este estaria preparando uma sublevação.
Huáscar ao receber as notícias de Ullco Colla se enfureceu com sua mãe e sua irmã pelo descuido que tiveram em deixar Atahualpa em Quito, local em que estavam os principais generais que serviram Hayna Capac, e Huáscar acreditava que os militares iriam apoiar seu irmão.
Atahualpa cumprindo costumes enviou para Huáscar em Cusco ricos presentes, mas Huáscar ficou irado e matou os mensageiros. Com isso houve o rompimento entre os irmãos, pois diante a atitude de Huáscar, Atahualpa não poderia retornar a Cusco como lhe ordenara o irmão, pois seria ir em direção a morte certa. Outras fontes citam que foram os generais de Huayna Capac que permaneceram no norte que incentivaram Atahualpa a se rebelar contra o irmão.
Enquanto Atahualpa iniciava uma rebelião aberta contra seu irmão, Huáscar estabelecia seu governo na capital e no início do enfrentamento contava com o apoio dos nobres de Cusco e da classe dirigente do Tahuantinsuyu. Mas não se preocupou em preservar seu prestígio entre eles, nem de conseguir a amizade e o respeito dos generais que serviram fielmente seu pai. De caráter covarde, violento, cruel e irresponsável, Huáscar não deu aos nobres dos Ayllus reais a atenção que estavam acostumados. As tradições andinas exigiam a reunião e assistência do Inca aos membros das panacas e dos ayllus importantes nas grandes festividades que tinham lugar em praça pública para fortalecer os vínculos de reciprocidade entre os parentes, mas Huáscar não comparecia às festividades.

## Guerra dos Dois Irmãos
Aproximadamente em 1529, Atahualpa foi aprisionado por Cañaris leais a Huáscar num tambo, mas libertado durante a noite por simpatizantes. Atahualpa rumou para Quito, onde reorganizou suas forças e atacou Tomepampa.
Rumando para Cochabamba, Atahualpa ordenou o massacre de todos os povos e tribos que se aliaram a Huáscar (os povos da região de Tallán: Punaeños, Chimus, Yungas, Guayacundos e Cañaris). Atahualpa foi varrendo tudo em seu caminho até chegar a Tumbes, onde a maioria da população o apoiava. O Curaca Chirimasa (ou Chili Masa) tornou-se um de seus principais aliados e disponibilizou 12 mil guerreiros em balsas para conquistar a Ilha Puná, cujos habitantes eram tradicionalmente rivais dos tumbis e leais a Huáscar. Os ilhéus, que eram grandes navegadores, derrotaram o exército de Atahualpa superior em número.
Em 1530, Huáscar organizou um poderoso exército e o enviou ao norte tendo no comando de seu irmão, o general Huaminca Atoc. Enquanto isso, em Quito, Atahualpa organizava suas forças após a derrota na ilha Puná, reuniu seus generais Challcuchimac, Quizquiz, Rumiñahui e Ucumarí e ordenou-lhes avançar. O plano de Huáscar era avançar para o norte e tomar Tomepampa e Quito. No confronto as forças de Huáscar saíram vencedoras, mas apesar de vencerem não conseguiram capturar Atahualpa.
Atahualpa marchou com as tropas que conseguiu reunir para Latacunga para reforçar suas tropas, ordenando ao general Challcuchimac não recuar mais e dar batalha ao inimigo. Essa iniciativa estimulou seus seguidores que travaram uma segunda batalha, desta vez sob o comando dos generais Quizquiz e Challcuchimac, as tropas de Atahualpa foram vitoriosas numa fragorosa derrota de Huascar.
Huáscar nomeou como novo comandante supremo das suas forças outro de seus irmãos, Huanca Auqui. As tropas de Huáscar atacaram Tomepampa e Molleturo , mas foram derrotadas em ambas as ocasiões. Os nortistas continuaram seu avanço para o sul. Todos os dias eles aumentam suas forças com novos recrutas, mas ainda estavam em menor número (as tropas de Huáscar eram estimadas em cerca de 80 mil homens). Com o avanço das tropas de Atahualpa, os huascaristas recuaram para o sul, em direção a Cusco, sofrendo sucessivas derrotas ao longo do caminho.
Quando os sobreviventes do exército de Huáscar chegaram a Cajamarca procuraram se reorganizar. La receberam reforços liderados pelo general Tito Atauch, eram cerca de 10 mil homens a maioria chachapoyas. Já as forças de Atahualpa lideradas por Quizquiz ocuparam Huanacopampa e avançaram para enfrentar o inimigo, travando a batalha de Cochahuaila (entre Huancabamba e Huambo). A luta foi sangrenta e durou até o final do dia. Na manhã seguinte os guerreiros de Quito atacaram os chachapoyas, matando mais da metade do contingente; o que sobrou do exército huascarista foi para o Planalto de Bombón (região de Pasco). Huascar mandou em auxílio a suas tropas o general Mayta Yupanqui, e um contingente de nobres de Cusco. Com os reforços as tropas de Cusco conseguiram defender a ponte sobre o rio Angoyaco (atual Izcuchaca) por mais de um mês, mas depois disso foram forçadas a continuar a sua retirada para o sul, sendo novamente derrotadas em Vilcas.
Em 1532, as tropas de Atahualpa já ocupavam o centro e o sul do Peru. Huáscar transferiu todas as suas forças para Cusco, onde foram reorganizadas em três exércitos. O primeiro sob seu comando pessoal, capitaneados por nobres do Hurin Cusco, o segundo liderado pelo general Uampa Yupanqui, foi enviado para Cotabambas, onde as forças inimigas estavam. O terceiro, comandado pelo general Huanca Auqui, tinha a missão de monitorar e emboscar os inimigos quando surgisse a oportunidade. Enquanto isso generais de Atahualpa Quizquiz e Challcuchimac cruzaram o rio Cotabamba com suas forças.
As tropas de Uampa Yupanqui se enfrentaram com o inimigo em Huanacopampa (província de Cotabambas, na região de Apurímac). Durante esta batalha o general nortenho Tomay Rima foi morto. A noite as tropas de Atahualpa retiraram-se para um monte. Vendo que o local estava cercado por grama seca, Huáscar ordenou iniciar um incêndio que matou muitos dos seus inimigos. Os sobreviventes conseguiram atravessar o rio Cotabamba, mas erroneamente Huáscar decidiu não para perseguí-los.
No dia seguinte, Huáscar ordenou ao general Topa Atao atravessar o rio e perseguir o inimigo. Topa Atao atingiu um barranco chamado Chontacajas, onde enfrentou as tropas de Challcuchimac, que os estavam esperando de emboscada, Topa Atao foi derrotado e capturado. Challcuchimac então ordenou a Quizquiz para atacar o inimigo pela retaguarda. Huáscar, que estava marchando confiante, foi surpreendido ao ver Challcuchimac bloqueando seu caminho e Quizquiz o atacando pela retaguarda sendo facilmente aprisionado junto com Topa Atao enquanto suas tropas se dispersavam. Após prender Huáscar, Challcuchimac seguiu para Huanacopampa, onde estavam aquarteladas as últimas tropas de Huáscar. Disfarçado de Huáscar e em sua liteira, Challcuchimac conseguiu se aproximar das tropas de Cusco e dizimá-las, já Huanca Auqui dispersara suas tropas quando soube da prisão de Huascar, deixando Cusco livre para ser ocupada.

## Após a vitória sobre Huáscar

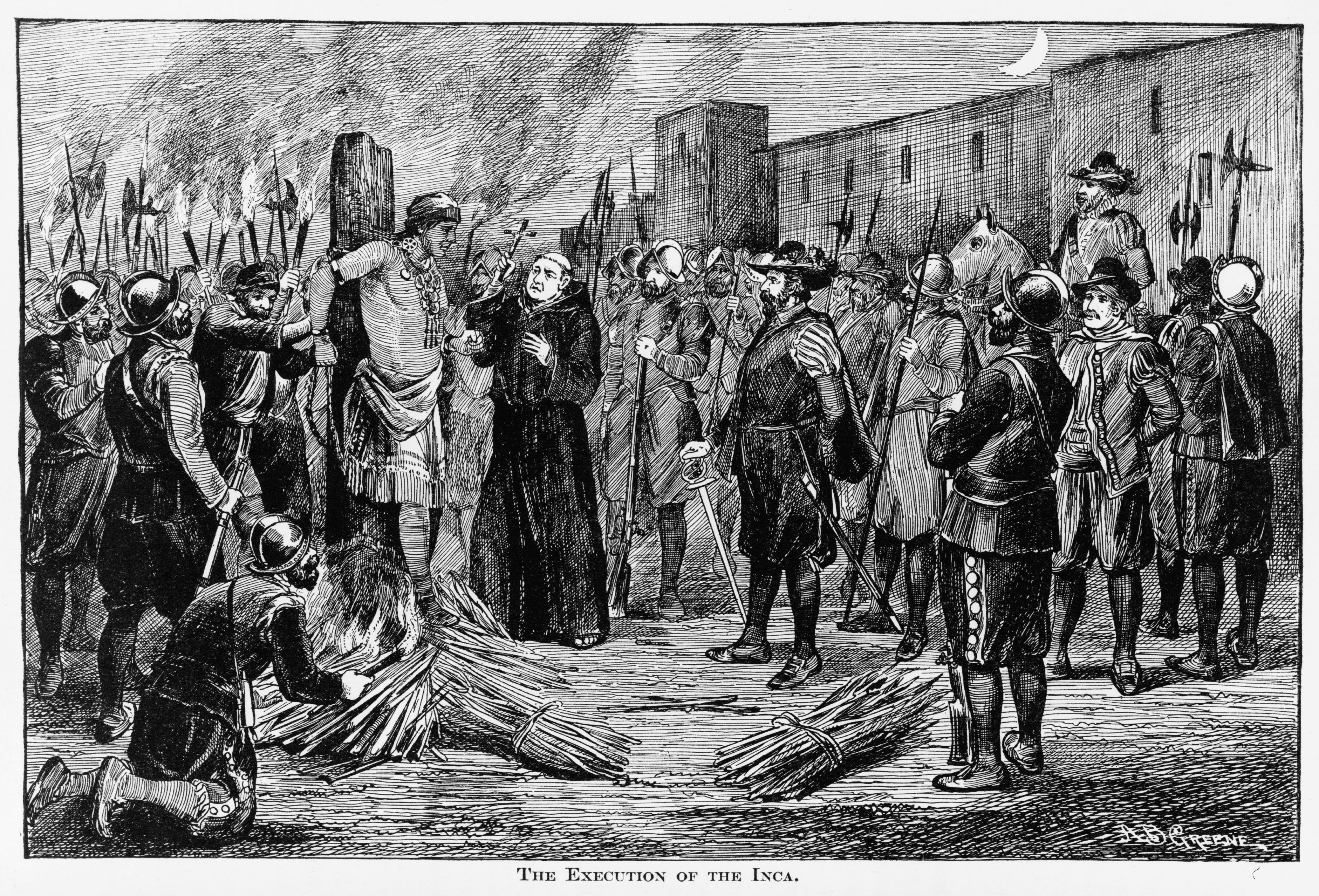
Execução de Atahualpa.

Voltando para a cidade de Cusco, a capital do império, para tomar posse do trono que recentemente conquistara, Atahualpa parou na cidade andina de Cajamarca, conduzindo um exército de cerca de 80 mil guerreiros, quando foi aprisionado pelo conquistador espanhol Francisco Pizarro, no dia 16 de novembro de 1532.
O episódio ocorreu quando o soberano inca, depois de aceitar um convite de Pizarro para jantar e conversar, veio à praça principal de Cajamarca trazendo apenas um pequeno contingente de guardas de honra. Quando Atahualpa chegou, a praça aparentava estar vazia, pois os homens de Pizarro aguardavam ocultos. Atahualpa foi recebido apenas pelo padre Vicente Valverde que, através de um tradutor, imediatamente interpelou Atahualpa exigindo que ele e seu séquito se convertessem ao cristianismo e se submetessem à soberania do rei espanhol, ameaçando-o, pela recusa, de ser considerado um inimigo da Igreja Católica e do Reino da Espanha.
De acordo com lei espanhola, a esperada recusa de Atahualpa a tal "exigência" permitiria que os espanhóis oficialmente declarassem guerra aos incas. Pelo relato dos conquistadores, já havia sido dada um breviário (livro de orações) a Atahualpa que, tendo ouvido a insolente exigência, atirou-a ao chão, constituindo este gesto uma grave ofensa aos invasores católicos. Atahualpa acabou aprisionado no Templo do Sol. Em troca da liberdade, Atahualpa concordou em encher de peças de ouro o grande aposento que ocupava, e a dar ao espanhol o dobro daquela quantia, em prata.
Embora aturdido com o resgate, Pizarro jamais teve intenção de libertar Atahualpa, que pretendia mantê-lo como refém para evitar uma escalada da violência, já que o general inca Rumiñawi ainda estava no comando de grande contingente de guerreiros incas.
Como Huascar ainda estava vivo e poderia fazer um acordo com Pizarro, Atahualpa determinou a execução de Huascar, demonstrando assim que ainda mantinha autoridade. Este fato determinou a Pizarro que se apressasse a executá-lo.
Atahualpa foi acusado de ter cometido vários crimes: heresia, poligamia, e também por ter mandado matar seu irmão Huascar e ordenado mais uma dezena de outros crimes. Atahualpa foi julgado culpado de todas as doze acusações e condenado a ser queimado vivo na fogueira. No momento da execução, Atahualpa aceitou a proposta do padre Valverde de diminuição da pena e aceitou ser batizado para em seguida ser morto por enforcamento no dia 26 de julho de 1533.
Após a morte de Atahualpa, Pizarro colocou um irmão de Atahualpa, Túpac Hualpa como governador de Cusco que foi envenenado e logo em seguida outro irmão Manco Yupanqui.
| Precedido por Huáscar | 13º Cápac Inca Dinastia Hanan Cusco (1532 - 1533) | Sucedido por Túpac Hualpa Inca indicado pelos Espanhóis |
| Precedido por Huáscar | 5º Inca do Tawantinsuyu (1532 - 1533)             | Sucedido por fim do Tawantinsuyu                        |